# لسانيات الأفاعي
لسانيات الأفاعي أو فصيلة لسان الحية أو اللُقيفية (الاسم العلمي: Ophioglossaceae)، فصيلة صغيرة من سراخس، وهي الفصيلة الوحيدة في رتبة لسان الأفاعيات.